# Omphalocarpum bequaertii
Omphalocarpum bequaertii är en tvåhjärtbladig växtart som beskrevs av De Wild. Omphalocarpum bequaertii ingår i släktet Omphalocarpum och familjen Sapotaceae.
Artens utbredningsområde är Kongo-Kinshasa. Inga underarter finns listade i Catalogue of Life.